# 四国国境
四国国境とは、4つの国の国境が一点に集まる地点のことである。英語の「quadripoint」に相当するが、quadripointは国境に限らず様々な自治体間の境界、例えば州境や県境なども指す。3つの国境が集まる地点については三国国境を参照。

## 用語について
英語のquadripointという用語は一般的には使用されておらず、オックスフォード英語辞典やメリアム=ウェブスターにも掲載されていない。 しかし、1964年にアメリカ合衆国国務省地理局発行の国境に関する調査書や、ブリタニカ百科事典 、1990年のザ・ワールドファクトブックのボツワナ、ナミビア、ザンビア、ジンバブエの記事中において使用されたことがある。 

## 歴史上存在もしくは主張されていた四国国境の例

### ベルギー・プロイセン・オランダ・中立モレネ

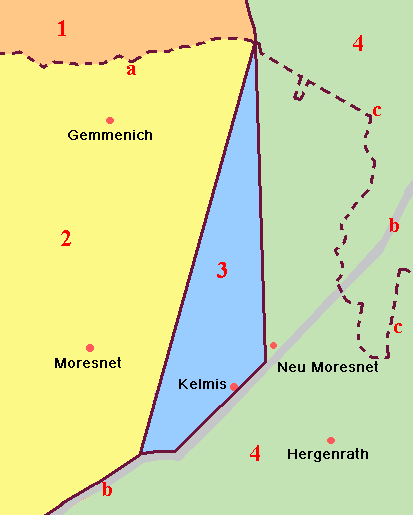
オランダ領リンブルフ州
ベルギー領リエージュ州
中立モレネ
プロイセン領ラインラント

1839年から1920年にかけて、ベルギー、プロイセン王国、オランダ、および中立モレネとの間に四国国境が存在していたことがある（北緯50度45分 東経6度01分 / 北緯50.75度 東経6.02度付近） 。しかし中立モレネは正確には独立国家ではなく、ドイツ国（当初はプロイセン王国）とベルギー（当初はオランダ）との共同主権地域であった。 なお、この地点は中立モレネ廃止後もベルギー・ドイツ・オランダの三国国境となっている。

### ボツワナ・ナミビア・ザンビア・ジンバブエ

赤丸は四国国境が存在すると主張されていた箇所
ザンビア
ジンバブエ
ボツワナ
ナミビア

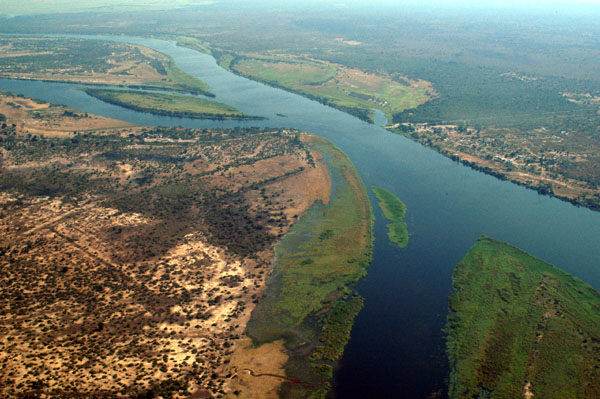
ザンベジ川の合流地点。それぞれ、ナミビア（左上）、ザンビア（右上）、ジンバブエ（下）、ボツワナ（左)

一時期、クアンド川とザンベジ川の合流地点のカズングラ付近（南緯17度47分30秒 東経25度15分48秒 / 南緯17.79167度 東経25.26333度）に四国国境が存在すると主張されていたことがある。2020年現在、この場所は四国国境ではなく、150mほど離れた地点に2つの三国国境が並んで存在していると国際的には認識されている。 
1970年当時、ボツワナとザンビアとの間に、ザンベシ川を渡ってカズングラ・フェリーが運航していた。しかし、当時ナミビアを占領していた南アフリカは、この二国間には四国国境である以上「国境線」は無いとし、したがってフェリーの巡航も違法だと主張した。しかしその後も対立は続き、数年後には、 ローデシア軍がフェリーは軍事目的に活用されていると主張し、沈没させる事件も起こった。 

21世紀に入り、2006年からの10年間で、この4カ国の間においても、ザンビアとボツワナの間には僅かながら短い国境線が存在するという合意がなされるようになる。アフリカ開発基金や米国国務省地理局発行の資料においても明記されている。2007年8月にザンビアとボツワナの政府は、フェリーに代わって橋を建設する計画を発表し、2014年9月12日に起工式が執り行われ、2021年5月10日に開通した。

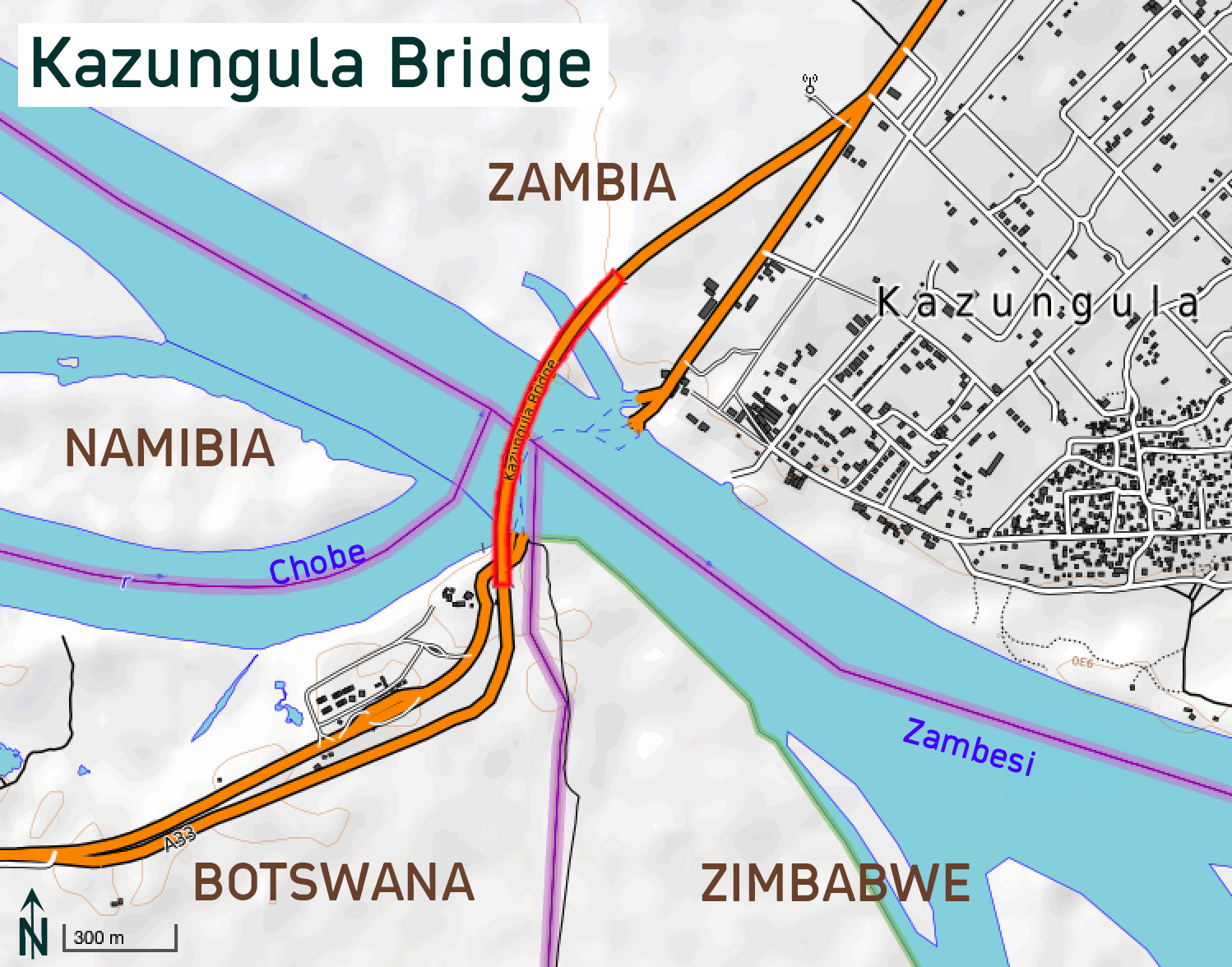
四か国の国境とカズングラ橋のルート取り

### カメルーン・チャド・ナイジェリア・イギリス
共同主権地域を含まない真の「四国国境」は、1960年と1961年の8か月間にわたって存在しており、それは2020年現在カメルーン・チャド・ナイジェリアの三国国境が存在するチャド湖南部に位置していた。1960年10月1日にナイジェリアのイギリスからの独立によって、カメルーン、チャド、ナイジェリア、そしてイギリス領カメルーンによる四国国境が生まれる。1961年6月1日にイギリス領カメルーン北部がナイジェリアに統合されるまでこの状態は続いた。  

## 二国間の国境が交差する例

### ベルギー・オランダ

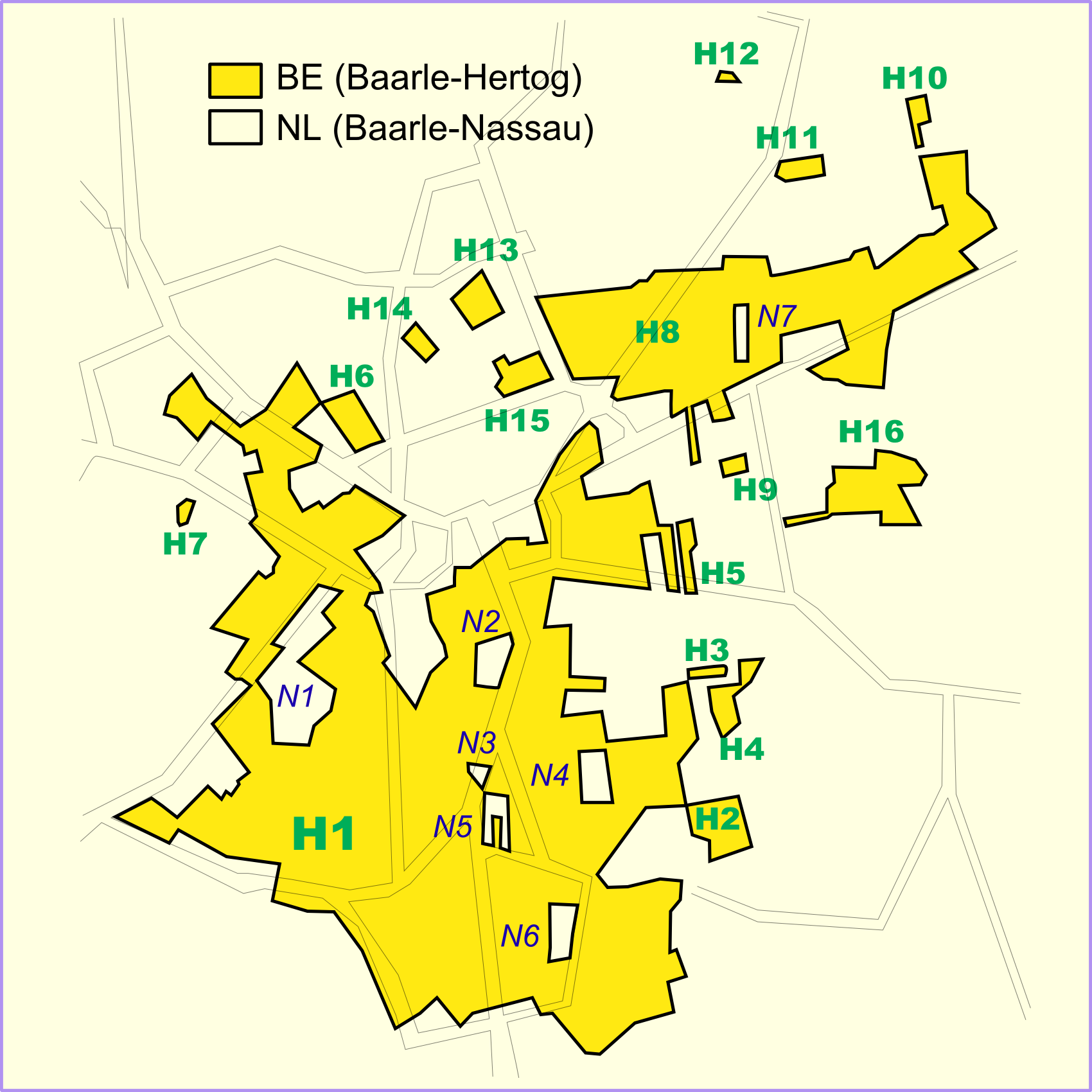
バールレ町内の地図。H1とH2の境界に四重国境が存在する。
オランダ
ベルギー

四カ国間ではなくとも、二国間の国境が交差している例がある。バールレはオランダ・北ブラバント州とベルギー・アントウェルペン州が混在する町で、オランダとベルギーの国境線が交差している箇所が一点だけ存在する。この境界地点は自体は地籍上1198年頃には存在していたが、現在のような二国間の国境となったのはベルギーが独立した1830年からである。          